# Sóng ngang

Sóng ngang phẳng

Sóng ngang là sóng lan truyền trong đó các dao động diễn ra theo phương vuông góc với phương truyền năng lượng (phương truyền sóng). Trong hệ tọa độ vuông góc nếu sóng lan truyền theo phương x dương, thì dao động diễn ra ở hướng lên và xuống trong mặt y-z.
Ví dụ: Thổi vào mặt nước, sóng tạo thành và lan truyền trên mặt nước. Các phần tử nước dao động theo phương thẳng đứng còn phương truyền sóng là phương ngang nên sóng nước trong trường hợp này là sóng ngang.
Sóng ngang cơ học chỉ truyền được trong chất rắn và trên bề mặt chất lỏng.
Thoạt nhìn thì chúng ta có cảm giác sóng ngang chuyển động theo chiều ngang nhưng thực chất thì các phần tử của sóng chuyển động lên và xuống theo chiều vuông góc với phương truyền sóng liên tiếp nhau tạo thành sóng ngang.

Biểu diễn sóng điện từ truyền theo phương

Ví dụ: Sóng nước, sóng điện từ,

## Giải thích sự tạo thành sóng
Dùng 1 sợi dây mềm, dài, căng ngang,một đầu được gắn vào tường, đầu kia dùng tay giữ. Ta truyền cho đầu dây một xung lượng của lực bằng cách dùng bàn tay đưa nhanh đầu dây từ thấp lên cao rồi từ cao xuống thấp. Ta thấy xuất biến dạng ở đầu dây và biến dạng này lan truyền trên dây về phía đầu kia.
Lúc đầu, đầu dây được kéo lên cao. Đầu dây này liên kết với các phần tử liền kề nên các phần tử này cũng được kéo lên cao bằng 1 lực hướng lên. Chừng nào mà các điểm kế tiếp của dây còn kéo điểm kề sau nó lên cao thì biến dạng còn dịch chuyển dọc theo dây về phía đầu kia. Cũng trong thời gian đó thì bàn tay trở về vị trí ban đầu, mỗi phần tử của dây cũng bị kéo về phía dưới sau khi đã đạt tới điểm cao nhất.
Bàn tay dao động là nguồn của sóng và lực liên kết giữa các phần tử liền kề đã truyền xung lượng của lực dọc theo dây.
Các sóng ngang khác (sóng nước…) được tạo ra và lan truyền trong môi trường theo một cách tương tự như vậy

## Đặc điểm của sự truyền sóng
Sự lan truyền của biến dạng trong một môi trường gọi là chuyển động sóng. Chuyển động sóng có các đặc điểm sau đây:
- Các phần tử của môi trường chỉ chuyển động trong một phạm vi không gian rất hẹp, trong khi sóng thì truyền đi rất xa.
- Tốc độ truyền sóng chỉ phụ thuộc vào tính chất của môi trường chứ không phụ thuộc vào tốc độ chuyển động của nguồn hay của các phần tử của môi trường có sóng truyền qua

## Các đại lượng đặc trưng
Các đại lượng đặc trưng là:
- Biên độ (A)
- Chu kỳ (T)
- Tần số (f)
- Bước sóng (λ)

## Phương trình sóng
Phương trình sóng có dạng:
- Tại t=0: {\displaystyle u=Acos{2\pi \  \over \lambda \ }}
- Tại thời điểm t: {\displaystyle {2\pi \  \over \lambda \ }(x-vt)}